# (13192) Quine
(13192) Quine (1997 BU5) – planetoida z pasa głównego asteroid okrążająca Słońce w ciągu 3,46 lat w średniej odległości 2,29 j.a. Odkryta 31 stycznia 1997 roku.